# Устаревшие и нестандартные символы в МФА
В Международном фонетическом алфавите имеется ряд устаревших и нестандартных символов. В течение всей истории Международного фонетического алфавита символы менялись, как например [ɷ] был заменён на [ʊ]. Несколько символов, показывающих двойное произношение, были вообще упразднены с пониманием того, что такие вещи надо показывать диакритиками. Также были упразднены символы, обозначающие редкие глухие имплозивные согласные.
Некоторые символы были добавлены для специфических звуков, как например ɿ для обозначения z̩ (китайский «ы»).
В таблице, представленной ниже, показаны устаревшие и нестандартные символы МФА.
| Символ или образец                 | Название или описание                                        | Что обозначает | Эквивалент в современном МФА             | Примечания |
| ---------------------------------- | ------------------------------------------------------------ | --- | ---------------------------------------- | --- |
| ?                                  | вопросительный знак                                          | гортанная смычка | ʔ                                        | |
| ƍ                                  | перевёрнутая строчная дельта                                 | огубленные звонкие альвеолярно-дентальные фрикативы                                                                                 | ðʷ, zʷ                                   | |
| σ                                  | строчная сигма                                               | огубленные глухие альвеолярно-дентальные фрикативы                                                                                  | θʷ, sʷ                                   | |
| ƺ                                  | эж с хвостиком                                               | огубленный звонкий пост-альвеолярный фрикатив                                                                                       | ʒʷ                                       | |
| ƪ                                  | зеркальная эш с петлёй сверху                                | огубленный глухой пост-альвеолярный фрикатив                                                                                        | ʃʷ                                       | |
| ƻ                                  | два с горизонтальным штрихом                                 | звонкая альвеолярная аффриката | d͡z                                       | |
| ƾ                                  | вертикальная лигатура TS                                     | глухая альвеолярная аффриката | t͡s                                       | |
| ƞ                                  | N с длинной правой ножкой                                    | некоторые носовые согласные | m, n, ŋ                                  | |
| ᶀ ᶁ ᶂ ᶃ ᶄ ᶅ ᶆ ᶇ ᶈ ᶉ ᶊ ᶋ ƫ ᶌ ᶍ ᶎ ʒ ̡ | буквы с палатальным крюком                                   | палатализация | bʲ dʲ fʲ ɡʲ kʲ lʲ mʲ и т. д.             | |
| k̫ и т. п.                          | подстрочная двойная дуга                                     | лабиализация | kw и т. д.                               | |
| ʓ                                  | эж с завитком                                                | звонкие альвеолярно-палатальные фрикативы                                                                                           | ʒʲ, ʑ                                    | |
| ʆ                                  | эш с завитком                                                | глухие альвеолярно-палатальные фрикативы                                                                                            | ʃʲ, ɕ                                    | |
| ɼ                                  | R с длинной ножкой                                           | звонкий шумный альвеолярный дрожащий                                                                                                | r̝                                        | |
| λ                                  | лямбда                                                       | звонкая альвеолярная боковая аффриката                                                                                              | d͡ɮ                                       | Используется в американской фонологии. |
| ƛ                                  | лямбда с наклонным штрихом на верхней половине               | глухая альвеолярная боковая аффриката                                                                                               | t͡ɬ                                       | Используется в американской фонологии. |
| ł                                  | L с диагональным штрихом                                     | глухой альвеолярный боковой фрикатив                                                                                                | ɬ                                        | Используется в американской фонологии. |
| š č ž                              | s, c и z с гачеком                                           | пост-альвеолярные согласные | ʃ t͡ʃ ʒ                                   | Используется в американской фонологии. |
| ǰ, ǧ, ǯ                            | j, g и эж с гачеком                                          | звонкая пост-альвеолярная аффриката                                                                                                 | d͡ʒ                                       | Используется в американской фонологии. |
| ẋ                                  | X с точкой сверху                                            | глухой увулярный фрикатив | χ                                        | Используется в американской фонологии. |
|                                    | капительная гамма                                            | Неогублённый гласный заднего ряда средне-верхнего подъёма                                                                           | ɤ                                        | |
|                                    |                                                              | ненапряжённый неогублённый гласный среднего ряда верхнего подъёма / ненапряжённый огублённый гласный среднего ряда верхнего подъёма | ɨ̞ / ʉ̞                                    | Используется в OED. |
| ⱻ                                  | капительная перевёрнутая E                                   | неогублённый гласный заднего ряда верхнего подъёма                                                                                  | ɤ̘                                        | Используется для обозначения звуков кёнсанского диалекта корейского языка, где отсутствует противопоставление /ʌ/ (RR eo;В хангыле ㅓ) и /ɯ/ (RR eu;В хангыле ㅡ). |
| ʚ                                  | закрытый эпсилон                                             | огубленный гласный среднего ряда верхнего подъёма                                                                                   | ɞ                                        | |
| ɷ                                  | закрытая омега                                               | ненапряжённый огублённый гласный заднего ряда верхнего подъёма                                                                      | ʊ                                        | |
| ω                                  | омега                                                        | неогубленный гласный заднего ряда верхнего подъёма                                                                                  | ʊ̜ или ɯ̽                                  | Сделан как ɜ из ɞ из устаревшего символа ɷ. |
| ɩ                                  | строчная йота                                                | ненапряжённый неогублённый гласный переднего ряда верхнего подъёма                                                                  | ɪ                                        | |
| ı                                  | I без точки                                                  | ненапряжённый неогублённый гласный переднего ряда верхнего подъёма                                                                  | ɪ                                        | Ошибка. |
| ȹ ȸ                                | лигатуры qp, db                                              | глухой губно-губной взрывной согласный и звонкий губно-зубной взрывной согласный соответственно                                     | p̪ b̪                                      | Используется в африканской лингвистике. |
| ∅ или Ø                            |                                                              | |                                          | Обычно используется в фонологии и означает «Нулевую финаль». Однако в китайской лингвистике, некоторые учёные используют этот символ для обозначения гортанной смычки или «согласный» в нулевой инициали слога, начатого с гласной (обр. ān в Tiān'ānmén). ∅ может быть перепутана с огублённым гласным переднего ряда верхнего подъёма [ø]. |
| ƥ ƭ ƈ ƙ ʠ                          | p, t, c, k, q с крюком                                       | глухие имплозивы | ɓ̥ ɗ̥ ʄ̊ ɠ̊                                  | |
| ʇ                                  | перевёрнутая T                                               | зубной щёлкающий согласный | ǀ                                        | |
| ʗ                                  | вытянутая C                                                  | альвеолярный щёлкающий согласный | ǃ                                        | |
| ʖ                                  | перевёрнутая гортанная смычка                                | боковой щёлкающий согласный | ǁ                                        | |
| j̍                                  | J с вертикальной линией сверху                               | неогублённый гласный переднего ряда верхнего подъёма                                                                                | i                                        | |
| ɯ̯                                  | перевёрнутая M с перевёрнутой краткой снизу                  | велярный аппроксимант | ɰ                                        | |
| ɰ̍                                  | перевёрнутая M с длинной ножкой с вертикальной линией сверху | неогублённый гласный заднего ряда верхнего подъёма                                                                                  | ɯ                                        | |
| ʞ                                  | перевёрнутая K                                               | велярный щелчок |                                          | Невозможный звук. |
|                                    | g                                                            | звонкий велярный взрывной | ɡ                                        | |
| ȣ                                  | оу                                                           | задний неогубленный гласный верхнего подъёма или звонкий велярный фрикатив                                                          | ɤ или ɣ                                  | Ошибка. |
| ᴙ                                  | капительная зеркальная R                                     | звонкий эпиглоттальный дрожащий | ʀ̠                                        | |
| ɿ                                  | перевернутая йота                                            | | ͡ɨ                                        | Используется в китайской фонологии. |
| ʮ                                  | перевёрнутая H с рыболовным крюком                           | | z̩ʷ                                       | Используется в китайской фонологии. |
| ʯ                                  | перевёрнутая H с рыболовным крюком и хвостиком               | | ʐ̩ʷ                                       | Используется в китайской фонологии. |
| ᴀ                                  | капительная A                                                | центральные гласные нижнего подъёма                                                                                                 | ä, a̱, ɑ̈, ɑ̟, ɐ̞                            | Используется в китайской фонологии. |
| ᴀ                                  | капительная A                                                | задний неогубленный гласный нижнего подъёма                                                                                         | ɑ                                        | |
| ᴇ                                  | капительная E                                                | передний гласный среднего подъёма                                                                                                   | e̞, ɛ̝                                     | Используется в китайской фонологии и, в некоторых случаях, в корейской фонологии. |
| G R Œ и т. д.                      | заглавные буквы                                              | | ɢ ʀ ɶ и т. д.                            | Альтернатива уменьшенным буквам. |
|                                    | капительная Q                                                | удвоение | kk tt и т. д., kː tː и т. д.             | |
|                                    | Перевёрнутая R с длинной ножкой и ретрофлексным крюком       | ретрофлексный боковой одноударный согласный                                                                                         | ɭ̆                                        | |
| ɑ̢ и т. д.                          | буквы с ретрофлексным крюком                                 | ретрофлексивность или эризованность                                                                                                 | ɑ˞ и т. д.                               | |
| k' и т. д.                         |                                                              | | k̚, и т. д.                               | |
| K P T и т. д.                      | заглавные буквы                                              | | k͈ p͈ t͈ и т. д.                            | Иногда используется в корейской фонологии. |
| ɔ̗ / ɔ̖ и т. д.                      |                                                              | снижение тона |                                          | |
| k‘ t‘, kʻ tʻ                       |                                                              | | k t (иногда kʰ tʰ)                       | |
| ʦ ʣ ʧ ʤ и т. д.                    | лигатуры                                                     | аффрикаты | ts dz tʃ dʒ и т. д., t͡s d͡z t͡ʃ d͡ʒ и т. д. | |
| p′ и т. д.                         | штрих                                                        | палатализация | pʲ                                       | |